# WRHL 2010./11.
Women’s Regional Handball League (WRHL) za 2010./11.je bila treća sezona WRHL lige. Naslov je obranila ekipa Budućnost T-Mobile iz Podgorice.

## Ljestvica
| mj | klub                         | ut | pob | ner | por | golovi  | bod |            |
| -- | ---------------------------- | -- | --- | --- | --- | ------- | --- | ---------- |
| 1. | Budućnost T-Mobile Podgorica | 12 | 11  | 0   | 1   | 365:261 | 22  | Final Four |
| 2. | Podravka Vegeta Koprivnica   | 12 | 9   | 0   | 3   | 367:290 | 18  | Final Four |
| 3. | Metalurg Skoplje             | 12 | 7   | 0   | 5   | 284:257 | 14  | Final Four |
| 4. | Zaječar                      | 12 | 6   | 0   | 6   | 341:313 | 12  | Final Four |
| 5. | Hypo Niederösterreich Beč    | 12 | 6   | 0   | 6   | 208:217 | 12  |            |
| 6. | Biseri Pjevlja               | 12 | 3   | 0   | 9   | 163:326 | 6   |            |
| 7. | Borac Banja Luka             | 12 | 0   | 0   | 12  | 192:356 |     |            |

### Final Four
Igran u Zaječaru 21, i 22. svibnja 2011.
| klub1              | rezultat      | klub2           |
| poluzavršnica      | poluzavršnica | poluzavršnica   |
| ------------------ | ------------- | --------------- |
| Budućnost T-Mobile | 35:30         | Zaješar         |
| Podravka Vegeta    | 36:35         | Metalurg        |
|                    |               |                 |
| za 3. mjesto       |               |                 |
| Zaječar            | 40:36         | Metalurg        |
|                    |               |                 |
| završnica          |               |                 |
| Budućnost T-Mobile | 32:24         | Podravka Vegeta |

## Poveznice
- WRHL 2010./11.  Arhivirana inačica izvorne stranice od 28. rujna 2013. (Wayback Machine) pristupljeno 27. rujna 2013.